# Rudolf Loskand

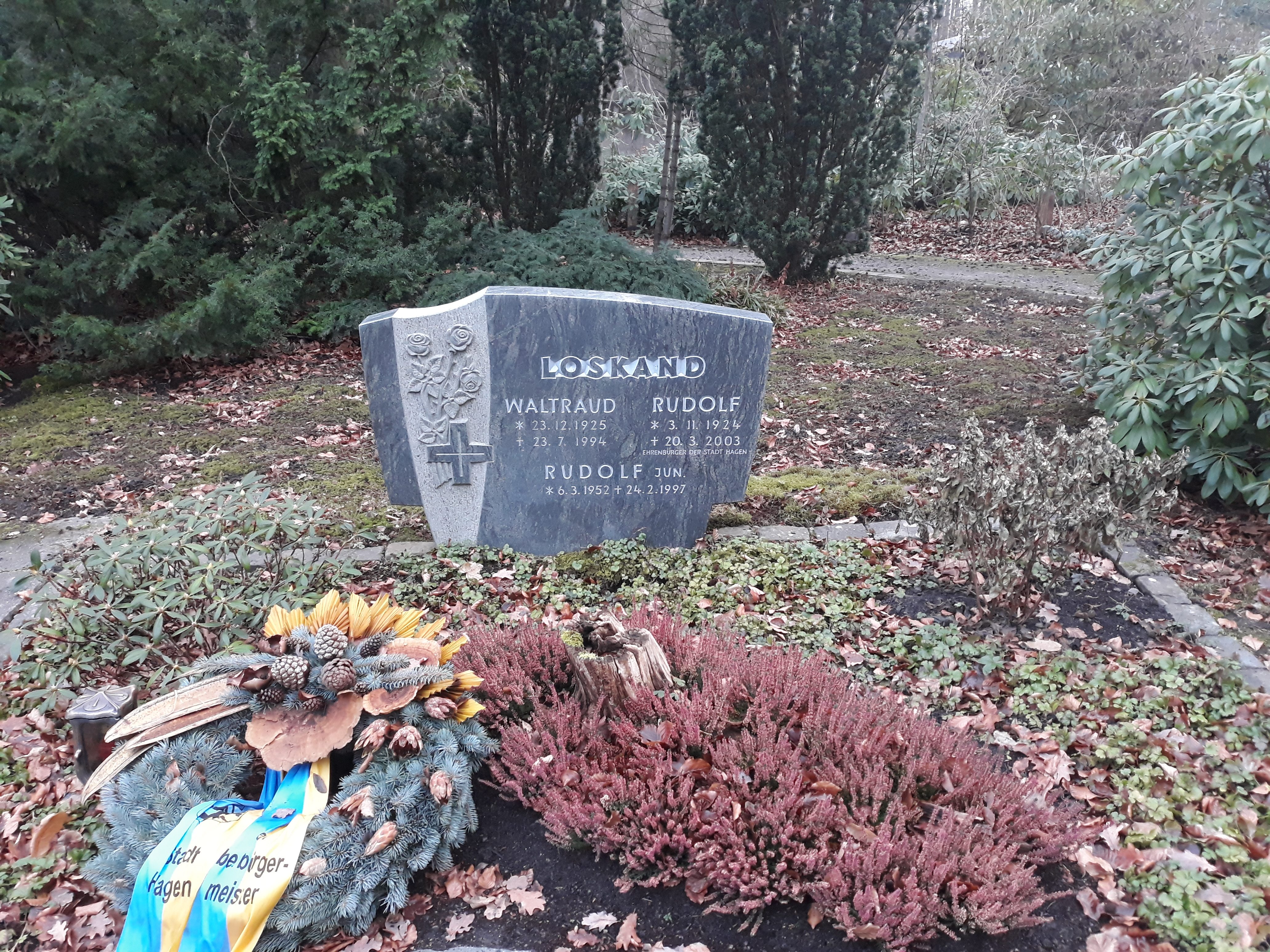
Das von Grab von Rudolf Loskand, seiner Ehefrau Waltraud und Sohn Rudolf auf dem Waldfriedhof Loxbaum in Hagen

Rudolf Loskand (* 3. November 1924 in Hagen; † 20. März 2003 ebenda) war in den Jahren 1971 bis 1989 ohne Unterbrechung ehrenamtlicher Oberbürgermeister (SPD) seiner Heimatstadt.

## Leben
Rudolf Loskand besuchte die Volksschule und absolvierte danach eine Lehre in einem Hagener Großbetrieb. Im Jahr 1942 kam er zur Kriegsmarine und kehrte nach kurzer Kriegsgefangenschaft im Juli 1945 in seinen Beruf als Dreher zurück. Ab dem Jahr 1966 arbeitete er in diesem Unternehmen in kaufmännischer Tätigkeit.

## Gewerkschaftszugehörigkeit
Rudolf Loskand war seit seiner Rückkehr 1945 als Gewerkschafter aktiv, ab September 1945 Mitglied im Westfälischen Gewerkschaftsbund, ab 1946 Mitglied bei der IG Metall. Später gehörte er als langjähriges Gewerkschaftsmitglied der Großen Tarifkommission der IG Metall NRW an.

## Politik
Rudolf Loskand trat im Jahr 1959 der SPD bei und bekleidete in den folgenden fünf Jahren unterschiedliche Ämter in Ortsvereinen, auf Stadtverbands- und auf Unterbezirksebene. Im Jahr 1964 wurde Loskand in den Rat der Stadt Hagen gewählt. 1970 wurde Loskand ehrenamtlicher Erster Bürgermeister und am 11. Februar 1971 zum ehrenamtlicher Oberbürgermeister gewählt. Dieses Amt hielt er 18 Jahre lang bis zur Kommunalwahl im Herbst 1989 inne.
Während Loskands Amtszeit siedelte sich die FernUniversität in Hagen an, wurde das Freilichtmuseum eröffnet und wurde die Stadthalle gebaut. Wichtige Themen waren die Umwandlung des Lennetals und der Wandel des Stahlstandorts Haspe.

## Landschaftsverband
Rudolf Loskand war in den Jahren 1976 bis 1989 Mitglied in der Landschaftsversammlung des Landschaftsverbandes Westfalen-Lippe und war von 1984 bis 1989 deren Vorsitzender.

## Ehrungen
Rudolf Loskand wurde im Jahr 1990 das Große Bundesverdienstkreuz verliehen, im gleichen Jahr auch die Freiherr-vom-Stein-Medaille in Gold. Im Jahr 1996 würdigte der Rat der Stadt Hagen Loskands Engagement mit der Ehrenbürgerschaft der Stadt Hagen.